# Daniela Vogt
Daniela Vogt (* 25. Oktober 1978 in Nürnberg) ist eine deutsche Handballspielerin.
Die 1,78 m große Torhüterin spielte von 2000 bis 2008 beim Bundesligisten DJK/MJC Trier und erreichte dort 2003 die deutsche Meisterschaft. Zuvor spielte sie für den Zweitligisten HG Quelle Fürth. Nach den acht Jahren in der ersten Mannschaft wechselte sie in die zweite Mannschaft, die in der Regionalliga spielte. Zur Saison 2009/10 kehrte Vogt wieder in den Bundesligakader zurück. Nach der Saison 2010/11 kündigte Vogt an, nicht mehr in der Bundesliga spielen, und dem Berufsleben den Vorrang geben zu wollen. Sie lief anschließend für die TG Konz in der dritten Liga auf. 2013 kehrte Vogt zum DJK/MJC Trier zurück, bei dem sie für eine Saison in der Bundesliga das Tor hütete.